# Mifflin (Ohio)
Mifflin es una villa ubicada en el condado de Ashland en el estado estadounidense de Ohio. En el Censo de 2010 tenía una población de 137 habitantes y una densidad poblacional de 289,05 personas por km².

## Geografía
Mifflin se encuentra ubicada en las coordenadas 40°46′25″N 82°21′50″O / 40.77361, -82.36389. Según la Oficina del Censo de los Estados Unidos, Mifflin tiene una superficie total de 0.47 km², de la cual 0.47 km² corresponden a tierra firme y (0%) 0 km² es agua.

## Demografía
Según el censo de 2010, había 137 personas residiendo en Mifflin. La densidad de población era de 289,05 hab./km². De los 137 habitantes, Mifflin estaba compuesto por el 99.27% blancos, el 0% eran afroamericanos, el 0% eran amerindios, el 0% eran asiáticos, el 0% eran isleños del Pacífico, el 0.73% eran de otras razas y el 0% pertenecían a dos o más razas. Del total de la población el 0.73% eran hispanos o latinos de cualquier raza.